# Mamoeiro (Eliseu Visconti)
Mamoeiro é uma pintura de Eliseu Visconti. A sua data de criação é 1889 e encontra-se sob a guarda de Museu Nacional de Belas Artes. É uma das obras mais consagradas e relembradas do pintor, tendo garantido a ele o prêmio de Medalha de Ouro em Pintura.

## Descrição
A obra Mamoeiro, de Eliseu Visconti, foi produzida com a técnica de tinta a óleo e o suporte utilizado é a tela. Suas medidas são: 92 centímetros de altura e 73 centímetros de largura. A assinatura está na margem inferior direita da pintura que tem como tema a vegetação. Faz parte do período de Formação no Brasil (1885 a 1892) e atualmente pode ser encontrado no Museu Nacional de Belas Artes.

## Contexto
Eliseu d’Angelo Visconti nasceu em 30 de julho de 1866, na Itália. Não há uma data exata de sua vinda para o Brasil. Frederico Barata, seu principal biógrafo, afirma sua imigração aconteceu com apenas um de idade. Entretanto, uma carta de Visconti escrita a próprio punho sugere que a viagem tenha acontecido em 1873, aos sete anos.
Os barões de Guararema convencem a família a deixá-los trazerem seus filhos para o Brasil. Inicialmente, instalam-se na Fazenda São Luiz, em São José de Além Paraíba, propriedade do casal brasileiro.
D. Francisca de Souza Monteiro de Barros, a baronesa, era aluna de pintura de Victor Meirelles e, posteriormente, tornou-se grande incentivadora e protetora de Eliseu. Mas antes de mostrar seu talento na pintura, o menino estudou música no Club Mozart com o compositor Vincenzo Cernicchiaro e lições de solfejo com Henrique Alves de Mesquita, que acabou por mostrar sua falta de afinidade com as notas.
Em 1882, portanto, foi matriculado no Liceu de Artes e Ofícios do Rio de Janeiro, caracterizando apenas o começo de seus estudos. Estimulado pelo imperador D. Pedro II, que em visita ao Liceu comoveu-se com uma escultura de Viconti, e sem abandonar o curso atual, ele ingressou na Imperial Academia de Belas Artes do Rio de Janeiro, em 1885, dando início ao período de Formação Brasil, onde o Mamoeiro fora pintado.
Junto com os professores e alunos da escola de artes participou da fundação do “Ateliê livre”, o qual se transformou depois no Museu Nacional de Belas Artes. O professor Victor Meirelles acompanhou grande parte da trajetória de Visconti, que fez questão de demonstrar sua admiração pelo trabalho do pintor durante toda a sua vida.[carece de fontes?]
Eliseu Visconti vence o concurso, em 1892, cuja premiação é uma bolsa para estudar na Academia de Belas Artes de Paris, na França. Partiu, portanto, para a capital francesa e iniciou os estudos na Europa que duraram cerca de sete anos. Além da Academia de Belas Artes, estudou também na Academia Julian e na Escola Guérin a fim de aperfeiçoar sua formação artística. Dividindo seu tempo entre França e Brasil, retornou definitivamente à terra de sua infância em 1920.
O pintor foi percursos das artes gráficas, hoje conhecida como design. Sua trajetória artista pode ser dividida em: Formação Brasil (1885 a 1892), Aperfeiçoamento Europa (1893 a 1900), Estabilidade (1901 a 1912), Novo Desafio (1913-1920), Consagração (1921 a 1928), Prestígio (1929 a 1936) e Deleite (1937 a 1944).
Eliseu d'Angelo Visconti morreu em 15 de outubro de 1944, no Rio de Janeiro. Não há dúvida de que seu falecimento foi uma grande perda, todavia, esse grande pintor deixou para o mundo obras consagradas, uma história de realização de sonhos e muitos ensinamentos artísticos.
Em 1990, no mês de março, a obra Mamoeiro foi exposta em sua primeira exposição coletiva, a Exposição Geral de Bellas Artes, na Academia de Belas Artes, no Rio de Janeiro. Após isso, a obra só foi exposta novamente em duas exposições individuais: Exposição Retrospectiva no Museu Nacional de Belas Artes, Rio de Janeiro - Pintura, Desenho e Design - De 16 nov. a 18 dez (1949) e Exposição "Eliseu Visconti - A Modernidade Antecipada", Pinacoteca do Estado de São Paulo e Museu Nacional de Belas Artes, no Rio - Pintura e Design - De dez. 2011 a jun. 2012 (2011 a 2012); e em outra exposição coletiva, que é a mais recente: Três momentos da Pintura de Paisagem no Brasil, no Museu Nacional de Belas Artes do Rio de Janeiro, com curadoria de Pedro Xexéo - 13 dez. 2018 a 31 mar. 2019 (2018 a 2019).

## Análise
A obra em questão traz o tema vegetação, muita presente naquela época. Era, inclusive, uma das temáticas mais populares das pinturas. A representação de frutas tropicais está ligada a infância de Visconti, no Rio de Janeiro. Ele pinta muito aquilo que está presente no seu cotidiano. De pinturas da natureza à paisagens urbanas, Visconti mostra a cidade onde vive, suas transformações e tudo aquilo que o cerca. Suas obras contemplam seu olhar artístico e singular diante das belezas da cidade maravilhosa, seu primeiro contato com o país em que passou boa parte da vida e local de sua morte. As cores predominantes são verde e um leve alaranjado, as quais trazem um ar de natureza.
É importante ressaltar que Mamoeiro é a única obra do pintor que consta do Catalogo Explicativo das obras expostas nas Galerias da Escola Nacional de Bellas Artes. Apesar do título diferente - registrado como paisagem - as dimensões comprovavam que se trata dela.

## Recepção
A reação à obra foi extremamente positiva. Por isso, Mamoeiro é uma das pinturas mais queridas e relembradas dentre tantas outras pintadas por Visconti. Em praticamente todos os materiais de estudo sobre a vida e carreira do pintor, a obra aparece em destaque, tamanha foi sua aceitação pelas pessoas.
De acordo com Nagib Francisco, essa seria a pintura que garantiu a Eliseu Visconti uma medalha de ouro em Pintura, perante a Academia Imperial de Belas Artes, quando ainda era aluno. O catálogo da exposição em questão não traz informações suficientes (como as dimensões, por exemplo) para que haja mais exatidão sobre o prêmio. No entanto, ao lado do título está escrito: “Premiado com a medalha de ouro no ultimo concurso escolar”. Enquanto na ﬁcha do MNBA consta apenas “Medalha de Ouro”. Ainda segundo Nagib: "o fato dela já pertencer à Pinacoteca da ENBA em 1893, sendo a primeira de Visconti a entrar neste acervo, confirma que a obra recebeu a Medalha de Ouro no concurso escolar de 1889."
Portanto, é possível classificar Mamoeiro como a obra de Eliseu Visconti que é vencedora da Grande Medalha de Ouro em Pintura de Paisagem na Academia Imperial de Belas Artes, no ano de 1889.